# Santiago Pinasco
Santiago Pinasco (Rosario, provincia de Santa Fe, 1860 – La Cumbre, provincia de Córdoba, 1937) fue un empresario y político argentino, intendente de la ciudad de Rosario entre 1904 y 1906.

## Biografía
Santiago Pinasco era hijo de una familia de prósperos comerciantes italianos. Esa prosperidad hizo que fuera enviado, a la edad de seis años, a realizar sus estudios a Génova, donde frecuentó el Colegio Nacional de Comercio. En Italia permaneció hasta los 20 años, época en la que regresó a su país natal.
Una vez de regreso, entró como socio en la firma Pinasco y Castagnino de Rosario donde se destacó en el comercio y la industria.
Comenzó su carrera política en 1900 cuando fue designado por el gobierno de Santa Fe como encargado en la negociación de la deuda del municipio rosarino ante los tenedores de acciones de Londres.
En 1904 fue elegido como intendente de la ciudad de Rosario. Durante su mandato se concluyó la construcción del Mercado Central, que estaba ubicado en la manzana comprendida por las calles hoy denominadas San Juan, San Martín, San Luis y la cortada Barón de Mahuá, donde hoy se encuentra la Plaza Montenegro.
También en 1904, a través de la Ordenanza Municipal Nº 5, se establece la forma de atención en los hospitales municipales. Ésta estaba destinada a enfermos pobres que debían presentar certificado de pobreza y a todas las personas que lo soliciten en calidad de pensionistas.
Otra de las obras se realizó en 1905 a través de una licitación para dotar a la ciudad de una nueva línea de tranvías. La empresa favorecida fue la Empresa General de Tranvías Eléctricos de Rosario, de origen belga. En 1906 comenzó a circular la línea Nº 1 que vinculaba el área céntrica a las estaciones ferroviarias.
En 1907 fue miembro de la Asamblea Constituyente de Santa Fe.
Además fue Diputado Nacional por la provincia de Santa Fe y concejal de la ciudad de Rosario.
Fue también presidente del Banco Provincial de Santa Fe, tesorero de la Compañía de Seguros La Rosario, se desempeñó como director del Banco de Italia y Río de la Plata de Buenos Aires entre 1918 y 1929.
Fue promotor y participante de innumerables actividades de la colectividad italiana en Rosario y de entidades y asociaciones surgidas en la ciudad.
Fue también presidente del Comité Ítalo-Argentino pro monumento a Manuel Belgrano en Génova, hecho que se concretó el 12 de octubre de 1927 con un acto en el que estuvo presente.
Falleció en la ciudad de La Cumbre (Córdoba) en 1937, a los 77 años de edad.